# بارك (لاعب كريكت)
بارك (1770 بإنجلترا في المملكة المتحدة - ) (بالإنجليزية: Park)‏ هو لاعب كريكت بريطاني. لعب مع نادي مارليبون للكريكت ‏.